# Jeff Fahey
Pour les articles homonymes, voir Fahey.
Jeff Fahey, né le 29 novembre 1952 à Olean (New York), est un acteur et producteur américain.
Il a notamment incarné le capitaine Frank Lapidus dans la série d'ABC Lost et le rôle-titre de vice-maréchal Winston MacBride dans The Marshal.

## Biographie

### Jeunesse
Jeffrey David Fahey est né le 29 novembre 1952 à Olean, dans l'État de New York. Il est le sixième fils d'une fratrie de 13 frères et sœurs. Sa mère, Jane, est femme au foyer, et son père, Frank Fahey, travaille dans un magasin de vêtements. Jeff est élevé à Buffalo. Il quitte la maison à l'âge de 17 ans et fait de l'auto-stop qui l'amène en Europe, il travaille en Israël.

### Carrière

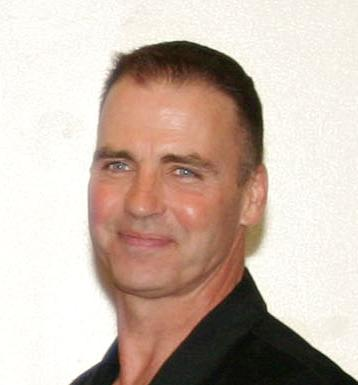
Jeff Fahey l'acteur en 2004.

Fahey commence à jouer lorsqu'il obtient une bourse d'études, en dansant à la Joffrey Ballet School à l'âge de 25 ans.
En 1985, il obtient son premier grand rôle au cinéma, en jouant Tyree dans Silverado. En 1986, il joue dans Psycho III dans le rôle de Duane duc, un guitariste désespéré. Cette même année, Fahey est en guest star sur Miami Vice saison 3.
Il joue Thorold Stone dans le film Révélation. Plus tard il joue aux côtés de Pierce Brosnan dans Le Cobaye.
En 1990, il joue aux côtés de Marisa Tomei dans Parker Kane et Clint Eastwood dans Chasseur blanc, cœur noir. En 1995, il joue le rôle de Winston McBride sur American Broadcasting Company Le maréchal. Il apparait dans le film de Robert Rodriguez Planet Terror. En 2007, il joue dans Messages avec Bruce Payne.
Fahey apparait comme casse-cou dans un épisode de Psych au début de la troisième saison de l'émission.
Fahey joue un personnage récurrent, Frank Lapidus, pilote d'avion et pilote d'hélicoptère pour l'équipe de recherche envoyée sur une l'île dans Lost (saison 4 et 5), et en tant que personnage régulier pour la sixième saison.
En 2010, il joue un rôle majeur dans le film d'action de Robert Rodriguez Machete.
En 2013, une nouvelle production de la pièce classique Douze hommes en colère a lieu à Londres, jusqu'en mars 2014. Fahey joue le rôle du dernier juré. D'autres acteurs notables apparaissent dans cette production : Martin Shaw qui joue le juré numéro 8 (un rôle rendu célèbre dans le film de 1957 par Henry Fonda), Robert Vaughn et Nick Moran.

### Les efforts humanitaires
En 2006 et 2007 Fahey passe du temps en Afghanistan pour aider à l'Université américaine d'Afghanistan, et au lancement d'un projet visant à aider les orphelins de Kaboul.
Le travail humanitaire de Jeff Fahey tourne autour du Comité américain pour les réfugiés et les immigrants, dans lequel il met l'accent sur le sujet de l'entreposage, une pratique dans laquelle les droits et la mobilité des réfugiés est limitée par un pays d'accueil.

## Filmographie

### Comme acteur

#### Cinéma
- 1985 : Silverado de Lawrence Kasdan : Shérif adjoint Tyree
- 1986 : Psychose 3 (Psychose III) de Anthony Perkins : Duane Duke
- 1987 : Riot on 42nd St. de Tim Kincaid
- 1987 : Backfire de Gilbert Cates : Donnie McAndrew
- 1988 : Split Decisions de David Drury : Ray McGuinn
- 1989 : The Serpent of Death de Anwar Kawadri : Jake Bonner
- 1989 : Minnamurra : Ben Creed
- 1989 : True Blood de Frank Kerr : Raymond Trueblood
- 1990 : L'Enfer bleu (The Last of the Finest) de John Mackenzie : Ricky Rodriguez
- 1990 : Double Jeu (Impulse) de Sondra Locke : Stan
- 1990 : Chasseur blanc, cœur noir (White Hunter Black Heart) de Clint Eastwood : Pete Verrill
- 1991 : Body Parts de Eric Red : Bill Chrushank
- 1991 : Iron Maze de Hiroaki Yoshida : Barry Mikowski
- 1992 : Le Cobaye (The Lawnmower Man) de Brett Leonard : Jobe Smith
- 1993 : Woman of Desire (en) de Robert Ginty : Jack Lynch
- 1993 : Tueuse à gage (Quick) de Rick King : Muncie
- 1994 : Freefall: Chute libre (Freefall) de John Irvin : Dex Dellum
- 1994 : Temptation de Strathford Hamilton : Eddie Lanarsky
- 1994 : Wyatt Earp de Lawrence Kasdan : Ike Clanton
- 1995 : Serpent's Lair de Jeffrey Reiner : Tom Bennett
- 1996 : Time Under Fire (de) de Scott P. Levy : Alan / John Deakins
- 1996 : The Sweeper de Joseph Merhi : Dale Goddard
- 1996 : Small Time de Jeffrey Reiner : The Dutchman
- 1996 : Darkman 3 (Darkman III: Die Darkman Die) (vidéo) : Peter Rooker (Chairman, Rooker Inc.)
- 1997 : Trafic à haut risque (Lethal Tender) de John Bradshaw : Détective David Chase
- 1997 : Catherine's Grove de Rick King : Jack Doyle
- 1997 : Opération Delta Force (Operation Delta Force) de Sam Firstenberg : Lang
- 1997 : The Underground de Cole S. McKay : Brian Donnegan
- 1998 : When Justice Fails de Allan A. Goldstein : Tom Chaney
- 1998 : Extramarital de Yael Russcol : Griffin
- 1999 : Ma fée bien-aimée (Dazzle) de David Lister : The Collector
- 1999 : Revelation de Andre Van Heerden : Thorold Stone
- 1999 : The Contract de Steven R. Monroe: Détective Tucci
- 1999 : Hijack de Worth Keeter : Eddie Lyman
- 1999 : No Tomorrow de Master P : Davis
- 1999 : Detour de Joey Travolta : Danny Devlin
- 2000 : Spin Cycle de Scott Marshall : Vinnie
- 2000 : The Newcomers de James Allen Bradley : Mack Weatherton
- 2000 : Secousses à Los Angeles (Epicenter) de Richard Pepin : Moore, agent du FBI
- 2000 : The Sculptress de Ian Merrick : Matthew Dobie
- 2001 : Outlaw de Bo Svenson
- 2001 : Un si long chemin (Choosing Matthias) de Caia Coley : Charlie
- 2001 : Out There de John Coven : Agent Gary Booth
- 2001 : Une si douce victime (Cold Heart) de Dennis Dimster : Phil
- 2001 : Maniacts de C.W. Cressler : Joe Spinelli
- 2002 : Inferno : Au cœur de la fournaise de Dusty Nelson : Robert « Jake » Wheeler
- 2002 : Unspeakable de Thomas J. Wright : Gouverneur
- 2002 : Blind Heat de Adolfo Martinez Solares : Paul Burke
- 2002 : Fallen Angels de Ian David Diaz : Docteur Richard Leighton
- 2004 : Killing Cupid de Michael Worth : The Trainer
- 2004 : Day of Redemption de Anthony J. Christopher : Frank Everly
- 2004 : Aucun témoin de Michael Valverde : Sénateur Gene Haskell
- 2004 : Close Call de Jimmy Lee : Elliot Krasner
- 2004 : Darkhunters de Johannes Roberts : Monsieur Barlow
- 2004 : Ghost Rock de Dustin Rikert : Moses Logan
- 2004 : Corpses (vidéo) : Capitaine Winston
- 2004 : Blue Demon (vidéo) : Général Remora
- 2005 : Split Second de Azdine Melliti : Monsieur Kudis
- 2005 : L'Honneur des guerriers (Only the Brave) de Lane Nishikawa : Lieutenant William Terry
- 2006 : The Hunt for Eagle One: Crash Point (vidéo) : Général Frank Lewis
- 2006 : Scorpius Gigantus de Tommy Withrow : Reynolds
- 2006 : Messages (en) : Dr Richard Murray
- 2007 : Planète Terreur (Planet terror) de Robert Rodriguez : J.T.
- 2010 : Machete : Michael Booth
- 2010 : Terror Trap de Dan Garcia : le shérif Cleveland
- 2012 : The Sacred de Brett Donowho : George
- 2015 : Skin Traffik de Ara Paiaya : Jacob Andries
- 2015 : Too Late de Dennis Hauck : Roger
- 2016 : The Duke (Urge) de Aaron Kaufman : Gerald
- 2016 : The Hollow de Miles Doleac : Darryl Everett
- 2016 : Saltwater: Atomic Shark : Rottger
- 2017 : County Line de Shea Sizemore : Clint Thorne
- 2019 : Alita: Battle Angel de Robert Rodriguez : McTeague
- 2019 : Badland de Justin Lee : Huxley Wainwright
- 2019 : Intrigo: Samaria de Daniel Alfredson : Jacob Kall
- 2023 : Hypnotic de Robert Rodriguez : Carl
- 2023 : Among Wolves de Justin Lee : Anthony / Angel
- 2024 : Horizon : Une saga américaine, chapitre 1 (Horizon: An American Saga – Chapter 1) de Kevin Costner : Tracker

#### Télévision
- 1968 : On ne vit qu'une fois (One Life to Live) : Gary Corelli (1982-1985)
- 1985 : The Execution of Raymond Graham : Raymond Graham
- 1990 : Parker Kane : Parker Kane
- 1990 : Curiosity Kills : Matthew Manus
- 1991 : L'Amérique en otage : Hamilton Jordan
- 1992 : Sketch Artist : Détective Jack Whitfield
- 1993 : Obscures révélations (In the Company of Darkness) : Will McCaid
- 1993 : La Loi du professionnel (The Hit List) : Charlie Pike
- 1993 : Blindsided : Frank McKenna
- 1995 : Virtual Seduction : Liam Bass
- 1995 : Portrait dans la nuit (Sketch Artist II: Hands That See) : Détective Jack Whitfield
- 1995 : The Marshal : Député Marshal Winston MacBride (1995-1996)
- 1996 : Un homme de rêve (Every Woman's Dream) : Mitch Parker
- 1998 : On the Line : Détective Dan Collins
- 1998 : Johnny 2.0 : Johnny Dalton
- 1999 : Le Septième papyrus (The Seventh Scroll) : Nick Harper
- 1999 : Time Served : Patrick Berlington
- 2001 : Wolf Lake : Russell Kelly
- 2005 : Icône (Icon) : Harvey Blackledge
- 2005 : Crimson Force : Homme agé
- 2005 : Locusts: The 8th Plague : Russ Snow
- 2005 : Manticore : Kramer
- 2006 : L'Enfer de glace : David Kotzman
- 2006 : The Eden Formula
- 2008-2010 : Lost : Frank Lapidus
- 2008 : Esprits criminels : Leo Kane (Saison 4, épisode 3)
- 2012 : Alien Tornado : Judd Walker
- 2012 : Au cœur de la famille (Dad's Home) : Ray
- 2012 : Chuck : Karl Sneijder
- 2013 : Under the Dome : Howard « Duke » Perkins
- 2015 : Une nuit en enfer (From Dusk till Dawn: The Series) : oncle Eddie
- 2015 : Texas Rising de Roland Joffé : Thomas Rusk
- 2016 : Legends of Tomorrow : Quentin Turnbull
- 2016 : Hell On Wheels : médecin du camp[1]

### Comme producteur

#### Cinéma
- 1996 : The Sweeper
- 1997 : The Underground
- 1998 : Extramarital
- 2001 : Un si long chemin (Choosing Matthias)
- 2004 : Close Call